# Halimolobos
Halimolobos es un género  de plantas fanerógamas, de la familia Brassicaceae. Comprende 29 especies descritas y de estas, solo 13 aceptadas.

## Descripción
Estas plantas son bienales y perennes, hierbas que en su mayoría son nativas de América del Norte, sobre todo de México.

## Taxonomía
El género fue descrito por Ignaz Friedrich Tausch y publicado en Flora 19(26): 410. 1836.

## Especies aceptadas
A continuación se brinda un listado de las especies del género Halimolobos aceptadas hasta octubre de 2014, ordenadas alfabéticamente. Para cada una se indica el nombre binomial seguido del autor, abreviado según las convenciones y usos.	
- Halimolobos diffusa (A. Gray) O.E. Schulz
- Halimolobos diffusus (A. Gray) O.E. Schulz
- Halimolobos elatus (Rollins) Al-Shehbaz & C.D. Bailey
- Halimolobos henricksonii (Rollins) Al-Shehbaz & C.D. Bailey
- Halimolobos jaegeri (Munz) Rollins
- Halimolobos lasioloba O.E. Schulz
- Halimolobos lasiolobus O.E. Schulz
- Halimolobos multiracemosus (S. Watson) Rollins
- Halimolobos pedicellata (Rollins) Rollins
- Halimolobos perplexus (L.F. Hend.) Rollins
- Halimolobos pubens (A. Gray) Al-Shehbaz & C.D. Bailey
- Halimolobos stylosus (Rollins) Al-Shehbaz & C.D. Bailey
- Halimolobos whitedii (Piper) Rollins